# Sân bay Lisboa
Sân bay Lisboa Portela, cũng gọi là Sân bay Lisboa (IATA: LIS, ICAO: LPPT), là một sân bay ở thành phố Lisboa, thủ đô Bồ Đào Nha. Tên trong tiếng Bồ Đào Nha là Aeroporto de Lisboa, Aeroporto da Portela, hay Aeroporto da Portela de Sacavém. Tên gọi lấy từ giáo khu Portela, cũng có tên là Portela de Sacavém.
Đây là cửa ngõ hàng không chính của Bồ Đào Nha, là một trong những sân bay chính của châu Âu. Sân bay này có hai đường băng chính, có thể phục vụ máy bay lớn như Boeing 747. Trong thời kỳ đệ nhị thế chiến, sân bay này mở cửa cho cả các hãng hàng không của Đức và Anh. Sân bay bị cả Phe Trục và Đồng Minh theo dõi sát sao. Năm 2007, sân bay đã phục vụ 13.392.059 lượt khách và 82.879 tấn hàng hóa thông qua. Đây là trung tâm chính của hãng TAP Portugal. Chủ sở hữu sân bay là công ty quốc doanh ANA Aeroportos de Portugal.
Sân bay được khai trương ngày 15/10 năm 1942, với 4 đường băng dài 1000 mét.
Hiện nay sân bay này nằm giữa khu vực đô thị, do đó người ta đã xem xét xây sân bay mới. với địa điểm là Alcochete được chọn năm 2007.
Địa điểm được chọn xây sân bay mới đã được thông báo vào ngày 10 tháng 1 năm 2008.. Chính phủ Bồ Đào Nha đã thông qua đề xuất lựa chọn địa điểm xây sân bay mới vào ngày 8/5 năm 2008

## Các hãng hàng không và tuyến bay
| Hãng hàng không                                    | Tuyến bay | Nhà ga |
| -------------------------------------------------- | --- | ------ |
| Aer Lingus                                         | Cork [theo mùa], Dublin | 1      |
| AeroVIP                                            | Bragança, Vila Real | 2      |
| Ándalus Líneas Aéreas                              | Malaga, Marrakech | 1      |
| Aigle Azur                                         | Paris-Orly | 1      |
| Air France                                         | Paris-Charles de Gaulle | 1      |
| Air France cung ứng bởi Régional                   | Bordeaux | 1      |
| Air Moldova                                        | Chişinău | 1      |
| Air Transat                                        | Montréal-Trudeau, Toronto-Pearson | 1      |
| Blue Air                                           | Bucharest-Băneasa | 1      |
| Bmibaby                                            | Manchester | 1      |
| British Airways                                    | London-Heathrow | 1      |
| Brussels Airlines                                  | Brussels | 1      |
| Clickair                                           | Barcelona | 1      |
| EasyJet                                            | Basel/Mulhouse, Berlin-Schönefeld, Bristol, Funchal, Geneva, Liverpool [theo mùa], London-Gatwick, London-Luton, Lyons, Madrid, Milan-Malpensa, Paris-Charles de Gaulle | 1      |
| Egyptair                                           | Cairo | 1      |
| El Al cung ứng bởi Sun d'Or International Airlines | Tel Aviv [seasonal; begins 3 Tháng 7] | 1      |
| Finnair                                            | Helsinki | 1      |
| Germanwings                                        | Cologne/Bonn, Stuttgart | 1      |
| Iberia                                             | Madrid | 1      |
| Iberia cung ứng bởi Air Nostrum                    | Asturias, Valencia | 1      |
| KLM                                                | Amsterdam | 1      |
| Lufthansa                                          | Frankfurt, Milan-Malpensa, Munich | 1      |
| Royal Air Maroc                                    | Casablanca | 1      |
| SATA International                                 | Boston, Montréal [theo mùa], Porto Seguro, Salvador da Bahia, Toronto-Pearson | 1      |
| SATA International                                 | Funchal, Horta, Ponta Delgada, Santa Maria, Terceira | 2      |
| STP Airways cung ứng bởi euroAtlantic Airways      | São Tomé | 1      |
| Swiss International Air Lines                      | Zürich | 1      |
| TAAG Angola Airlines                               | Luanda | 1      |
| TAP Portugal                                       | Amsterdam, Barcelona, Belo Horizonte, Bissau, Bologna, Brasília, Brussels, Budapest, Caracas, Copenhagen, Dakar, Fortaleza, Frankfurt, Geneva, Hamburg, Helsinki [bắt đầu từ14/6], Johannesburg, London-Gatwick, London-Heathrow, Luanda, Luxembourg, Maputo, Madrid, Milan-Linate, Milan-Malpensa, Moscow-Domodedovo, Munich, Natal, Newark, Oslo-Gardermoen, Paris-Charles de Gaulle, Paris-Orly, Prague, Praia, Recife, Rio de Janeiro-Galeão, Rome-Fiumicino, Sal, Salvador da Bahia, São Paulo-Guarulhos, Stockholm-Arlanda, Venice-Marco Polo, Warsaw [bắt đầu từ 11/6], Zagreb, Zürich | 1      |
| TAP Portugal                                       | Faro, Funchal, Horta, Pico, Ponta Delgada, Porto, Porto Santo, Terceira | 2      |
| TAP cung ứng bởi PGA Express                       | A Coruña, Bilbao, Málaga, Pamplona | 1      |
| TAP cung ứng bởi Portugália                        | Barcelona, Casablanca, Luxembourg, Lyons, Madrid, Marseilles, Nice, Seville, Toulouse | 1      |
| TAP cung ứng bởi Portugália                        | Funchal, Porto | 2      |
| TAP cung ứng bởi White                             | São Tomé | 1      |
| TACV                                               | Praia, Sal | 1      |
| Transavia                                          | Amsterdam [theo mùa] | 1      |
| Tunisair                                           | Tunis | 1      |
| Turkish Airlines                                   | Istanbul-Atatürk | 1      |
| Ukraine International Airlines                     | Kiev-Boryspil | 1      |
| Vueling Airlines                                   | Barcelona, Madrid | 1      |

### Hãng vận tải hàng hóa
| Hãng hàng không       | Các điểm đến |
| --------------------- | ------------ |
| Agroar Carga Aérea    |              |
| DHL Aviation          |              |
| FedEx Express         |              |
| Flyant                |              |
| Star Air              |              |
| Swiftair              |              |
| TAP Cargo             |              |
| TNT Airways           |              |
| United Parcel Service |              |